# 舍伯那

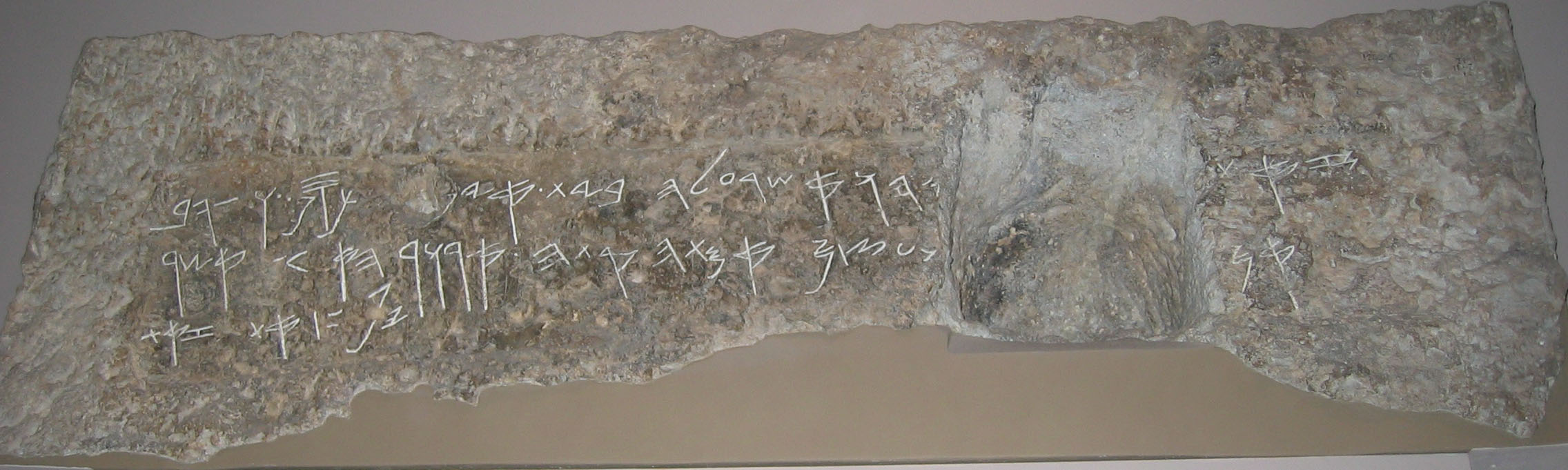

舍伯那（希伯来语：שֶׁבְנָא, 现代  提比里亚  ; "tender youth"，Shebna）是旧约圣经中的一个人物，记载见于列王纪下18章18、26、37节，19章2节；以赛亚书 22章20节，36章3、11、22节，37章2节。担任犹大王国希西家王的总管。舍伯那曾担任书记，受希西家派派遣，与亚述大使商议。他是支持与埃及结盟，对抗亚述的领袖。由于骄傲，而被希勒家的儿子以利亚敬顶替。